# František Barvitius
František Adolf Barvitius (29. ledna 1890, Praha-Malá Strana – 27. května 1956, Praha) byl československý konstruktér automobilů a leteckých motorů Walter. V letech 1929-1945 byl technickým ředitelem a hlavním konstruktérem (1926-1945) akciové společnosti Walter.

## Život
Narodil se v rodině obchodníka - materialisty Fridricha (Bedřicha) Barvitia (nar. 16. března 1855 v Mělníku) a Emílie rozené Salomonová (nar. 24. prosince 1864 v Častolovicích) jako druhý v pořadí po sestře Bedřišce (1888) a před Emilem (1895). Tehdy bydlel s rodiči a sourozenci na Malé Straně v rohovém domě Újezd 420/14 resp. Vítězná 420/18. František Barvitius vystudoval strojní inženýrství na Českém vysokém učení technickém v Praze. Potom bydlel v Praze II. v ulici Pod Slovany 14.
Krátce po ukončení studia byl mobilizován do Rakousko-Uherského vojska. V roce 1914 byl jako jednoroční dobrovolník povolán k vojenské službě. Byl přejímacím důstojníkem pro rakouskou armádu v námořním válečném arsenálu v Pule motorů BMW III německé továrny BMW z Mnichova (po válce tyto motory vyráběla továrna Walter od roku 1923 v licenci pod označením Walter W-III a W-IV). Motor BMW IV byl v továrně BMW vyvinut, ale do konce 1. světové války výroba nebyla zahájena.
Po I. světové válce pracoval v čs. armádě zprvu jako ženijní důstojník, od roku 1920 byl zařazen v jejím 4. leteckém pluku. Po převratu v roce 1918 se v Praze přidal ke skupině českých letců, kteří začali pod vedením kapitána Klementa Adamce na Výstavišti Praha shromažďovat zbytky rakouských letadel a motorů a vytvářet základy pozdějších čs. leteckých útvarů. Původně továrna Letecký arsenál byla později přejmenována na Letov (vojenská Továrna na letadla), kterou založilo Ministerstvo obrany v roce 1918. Velitelem Leteckého arsenálu, sídlícím v levém křídle Sjezdového paláce na Pražském výstavišti, byl kapitán Klement Adamec, dřívější závodník na automobilech Walter W-I a aviatik, a vedoucím provozu byl inženýr Barvitius. Krátce po vzniku Československa podal patentovou přihlášku na Tlumič pro letadlové motory (18. listopadu 1919). Patent je přiznán a chráněn od 15. prosince 1920. Patentový spis CS 4777 byl vydán k 20. srpnu 1921. K 1.1.1922 byl povýšen do hodnosti kapitána v záloze. Pracoval jako přejímací úředník výrobků (letadel a leteckých motorů), které armáda pořizovala do své výzbroje. V průběhu let 1919 až 1922 se zabýval mimo jiné i renovací a opatřováním německých vojenských motorů, žádaných pro nová stíhací letadla továren Letov a Aero. Tak se dostal do styku i se zástupci firmy BMW z Mnichova. I proto se dostal do bližšího kontaktu s továrnou Walter, která motory BMW III (Walter W-III) a BMW IV (Walter W-IV) vyráběla od roku 1923 v licenci a kde byl častokrát u homologačních zkoušek a přejímek leteckých motorů Walter. V záloze byl povýšen rozhodnutím vlády republiky Československé ze dne 1.2.1935 do hodnosti štábního kapitána letectva v záloze u Leteckého pluku č. 4 (věstník MNO č. 9/1935) s účinností od 1.1.1935.

Na jaře 1921 (přesně 25. března 1921) byla do rejstříku Obchodního soudu v Praze zapsána nová společnost Ing. Barvitius & Adamec (IBA) s předmětem činnosti: Výroba, prodej a provádění oprav strojů a přístrojů měřících a vědeckých po živnostensku. Založili ji 1. února 1921 ing. František Barvitius, bývalý vedoucí provozu v „arsenálu“ a bývalý velitel „arsenálu“ Klement Adamec. Mimo výrobků jemné mechaniky vyráběla v 20. letech i letecké přístroje. Sídlo firmy bylo na Královských Vinohradech, v Mánesově ul. č. 94. Zakladatelé byli i společníky: Klement Adamec bytem v Řevnicích čp. 41 a ing. František Barvitius bytem v Praze II, Pod Slovany 14/1887. Samostatným nákladem vydala firma IBA příručku Popis ombrografu typu IBA a návod ku jeho postavení a obsluze (1925) a Návod ku postavení a obsluze limigrafu typu IBA. Ing. Barvitius se na chodu firmy IBA asi příliš nepodílel, protože v první polovině 20. let nastoupil do Akciové továrny automobilů Josef Walter a spol. v Praze XVII - Jinonicích.

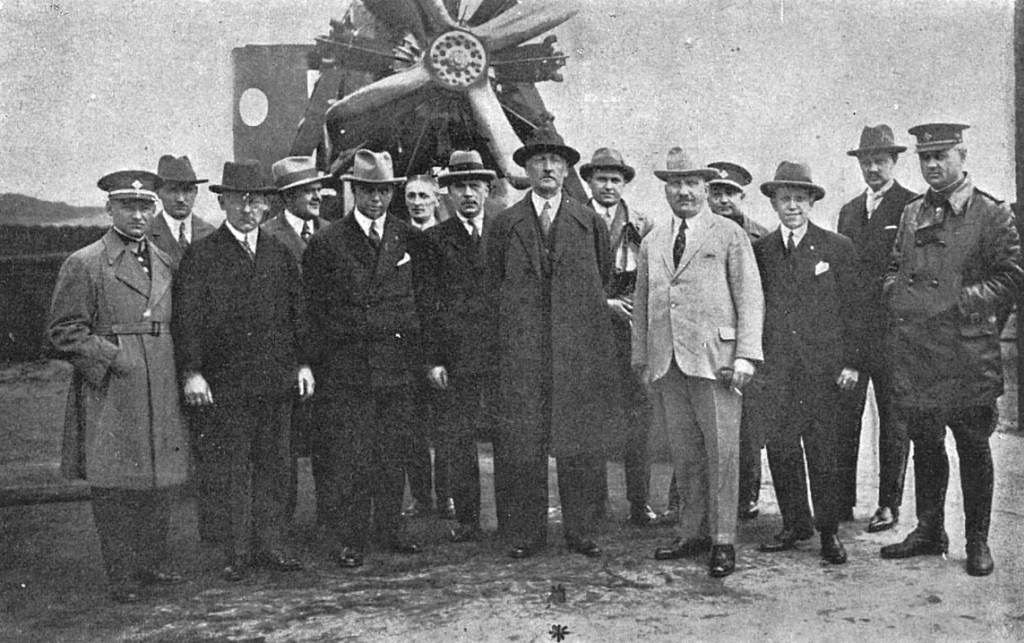
President F.A.I. v továrně Walter, na snímku zleva: ing. František Barvitius (4.), Vítězslav Kumpera st. (5.), hrabě Henry de La Vaulx, president F.A.I. - Mezinárodní letecká federace (8.), ing. Antonín Kumpera (12.) (1927)

Z rozhodnutí MNO byla licenční výroba motorů Walter W-III a W-IV (1923) svěřena továrně Walter a ing. Barvitius byl angažován jako externí poradce. Nejpozději roku 1924 se stal stálým zaměstnancem konstrukčního oddělení továrny Walter. Od roku 1924 je uváděn jako „chef autobrzd a techn. kanceláře“. V letech 1926-1945 byl hlavním konstruktérem a od roku 1929 i technickým ředitelem továrny Walter. Později byl zodpovědný i za technologické a chemické laboratoře vč. zkušebního ústavu pro konstrukční materiály, který měl státní autorizaci. Jen přátelé ho směli oslovovat jeho přezdívkou „Barvička“.
Byl od roku 1925 „činným“ členem Aeroklubu Republiky Československé. Za továrnu Walter se zúčastnil několika valných hromad aeroklubu. Byl v něm členem správního výboru, předsedou technického výboru a místopředsedou společenského výboru. V roce 1927 navštívil továrnu Walter prezident Mezinárodní letecké federace (FAI) hrabě Henry de La Vaulx. V jeho doprovodu byli mimo něj i Vítězslav a Antonín Kumperovi. Také byl několik roků členem redakční rady časopisu Letectví a byl také aktivní ve Spolku československých inženýrů (SIA) jako člen redakční rady pro 6 odborných časopisů SIA. Spolek byl založen koncem roku 1937.
Zasloužil se o popularizaci letectví v Československu. Ministerstvo veřejných prací v roce 1925 uspořádalo „Cyklus přednášek z letectví“. Jeden z „běhů“ se uskutečnil i exkurzí v továrně Walter, kde 22. května 1925 podal odborný referát i konstruktér F.A. Barvitius. Dne 18. března 1926 přednášel na popularizační akci „Theoretické kursy“ Aeroklubu RČs o karburátorech a elektrickém zapalování v leteckých motorech, pro zájemce kteří se hodlají zúčastnit výcviku praktického létání. Tyto kurzy se těšily velké oblibě a byly velmi četně navštěvovány. Odborné a popularizační články publikoval v časopisech Auto, Letec, Letectví, Důstojnické listy atp. V roce 1931 mu byl na XVIII. výroční valné hromadě Aeroklubu RČs. čestný klubovní odznak v uznání průmyslových a technických zásluh. Současně byl potvrzen jako člen výboru pro rok 1931.
Od roku 1929 byl předsedou kuratoria (řídící orgán správy) a členem správní rady Ústřední letecké školy.
Za manželku pojal Annu, rozenou Melicharovou (22.7.1897–3.7.1980), se kterou měl dceru Dagmar (1919–2.10.1989). Rozvedli se v roce 1925. Podruhé se oženil s Marií, rozenou Masákovou (15.3.1902–23.10.1968). V roce 1932 se jim narodil syn Jiří (24.4.1932–9.2.2010), který po vzoru otce rovněž dosáhl vysokoškolského vzdělání a byl inženýrem. Říkalo se mu "mladej Barvička" a pracoval ve vývojové konstrukci jinonické továrny. Podílel se v letech 1960 až 2000 na vývoji motorů M208, M701, M601, M602 a M202.
Od 30. let až do smrti bydlel s rodinou v pražském Motole, U hrušky 161/10 (dříve Pod Homolkou 161). F.A. Barvitius zemřel 27. května 1956 ve věku 66 let. Je pohřben v Praze – Košířích, odd. 2IA, hrobové místo 82-84. 

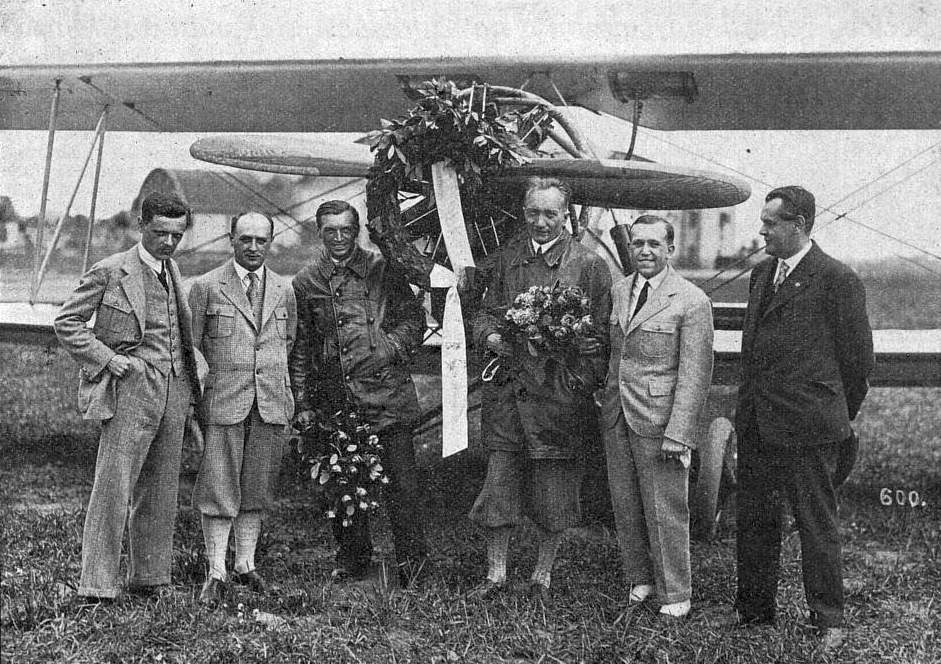
Avia BH-29 a Walter NZ-120. Uvítání škpt. Hamšíka po propagačním letu Evropou 1928 (zleva ing. Hajn, ing. Beneš, mechanik Kučera, škpt. Hamšík, ing. Kumpera, ing. Barvitius)

## Profesionální kariéra v továrně Walter
Pod jeho vedením vznikly nejznámější konstrukce automobilů a leteckých motorů Walter. Od roku 1926 byl „chefkonstruktérem“ továrny Walter. Jeho první, původní konstrukcí byly automobily Walter 4 B a 6 B (1928), kde „B“ v názvu typu znamená Barvitius. Tyto automobily a jejich následné modifikace byly vyráběny v letech 1928–1936. Patří sem další osobní automobily jako Walter Super 6 (1930), Walter Standard 6 (1930), Walter Regent (1932) a „král“ této konstrukční řady Walter Royal (1931). Byl konstruktérem i užitkových automobilů Walter především nákladních automobilů a autobusů vč. dalších užitkových vozidel. Z této řady je nutné jmenovat Walter PN (původní konstrukce Plocek, Barvitius od VII. série, 1929), Walter Commercial (1930), Walter FN/FNA (1930/1931), Walter Universal (1931), Walter Ideal (1934) a Walter D-Bus (1931).

Stejnou měrou byl zodpovědný jako hlavní konstruktér za letecké motory Walter. Dále rozvinul řadu hvězdicových motorů (vrtání 105 mm) řady NZ (konstrukce Novák Zeithammer), které byly vyráběny od roku 1923. Byly to typy: tříválcový Polaris (1931), pětiválcový Vega (1929), sedmiválcový Venus (1929) a devítiválcový Mars (1929), Gemma (1933), Bora (1934) a Scolar (1936). V druhé typové řadě hvězdicových motorů Walter o vrtání 135 mm byly zkonstruovány pod jeho vedením motory: pětiválcový Regulus (1931), sedmiválcový Castor (1928), jeho modifikaci Walter Castor II-Major (1932), devítiválcový Pollux (1932) a Super Castor (1936).

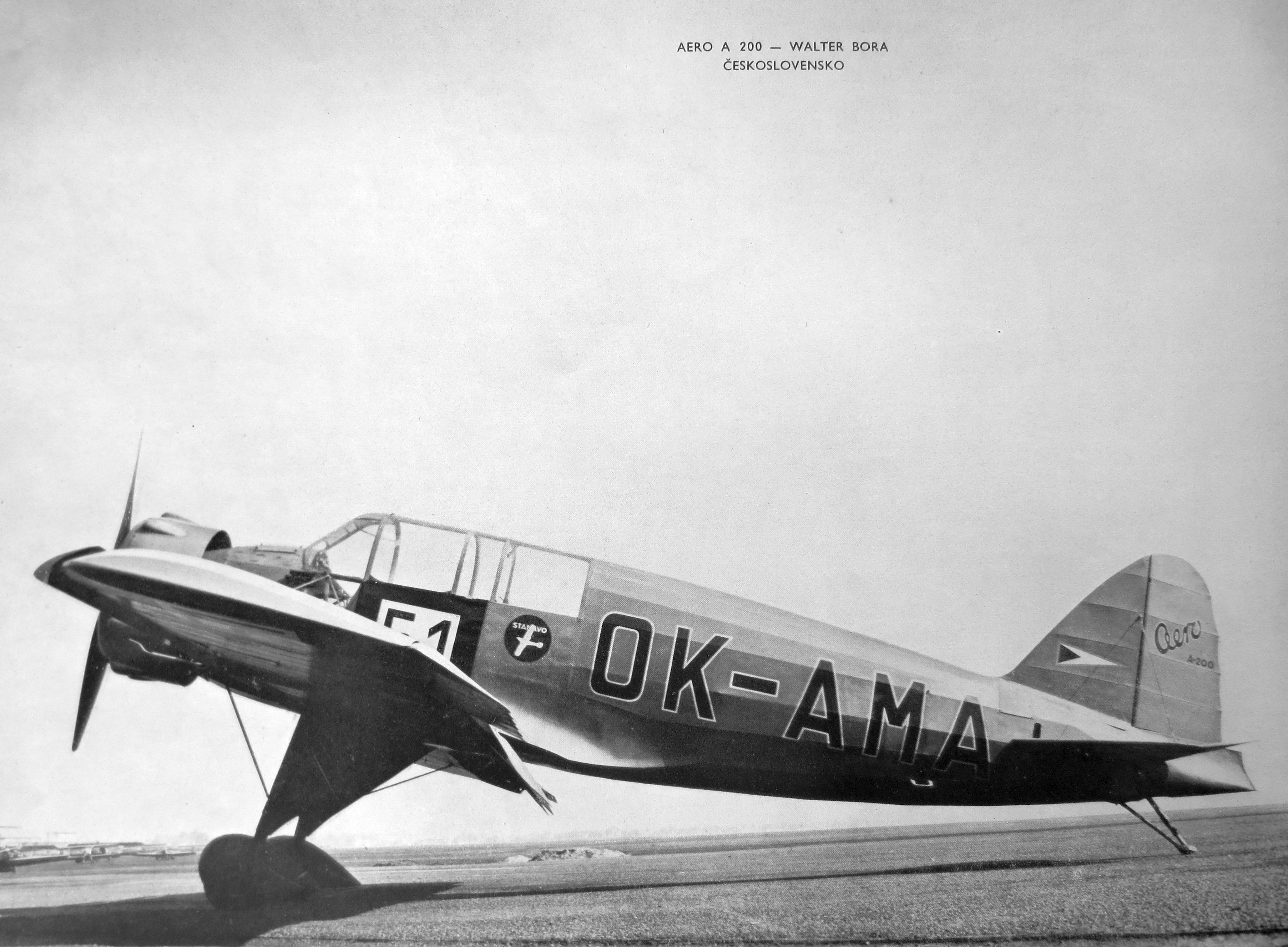
Walter Bora a Aero A-200. Za konstrukci motoru Walter Bora byl oceněn ing. Barvitius křišťálovým pohárem Aeroklubu RČs. (1934).

Od roku 1932 byly Akciovou společností Walter, továrnou na automobily a letecké motory vyráběny invertní, řadové motory konstruktéra Barvitia. Mezi roky 1932–1940 to byly čtyřválcové, šestiválcové a dvanáctiválcové vzduchem chlazené motory. Čtyřválce byly Junior (1932), Major 4 (1934), Mikron 4 (1934), Minor 4 (1934). Šestiválce byly Major 6 (1936) a Minor 6 (1934). Vyvrcholením jeho konstrukcí byly invertní dvanáctiválce s válci do V Minor 12 (1938) a velmi pokrokově řešený invertní dvanáctiválec s kompresorem, nazvaný Sagitta (1937), šéfkonstruktéra Ing. Františka Barvitia.
V konstrukčním oddělení mimo něj zastávali významné postavení ing. Jan Šusta (syn prof. Josefa Šusty, konstrukce automobilových a leteckých motorů, technický ředitel pobočné továrny SVETOZAR VLAJKOVIC I KOMP v Bělehradě), ing. Vladimír Balcar (konstrukce karoserií, v roce 1936 po ukončení výroby automobilů odešel do automobilního oddělení továrny Aero) a ing. Vladimír Matouš (podílel se na prvním leteckém motoru Walter NZ-60, ve Škodě Plzeň konstruktérem 1924-28, od roku 1928 vedoucí konstrukční kanceláře v ASAP, po druhé světové válce byl hlavním konstruktérem v automobilce Škoda v Mladé Boleslavi). Hlavním inženýrem závodu byl od roku 1934 ing. František Nušl. Koncem roku 1938 do konstrukce nastoupil specialista na konstrukci invertních motorů ing. Bohuslav Šimůnek.
Významný podíl měl Ing. Barvitius i na zavedení licenční výroby silných hvězdicových motorů francouzských a anglických značek ve 30. letech a na zavádění licenční výroby nejkvalitnějších lehkých slitin (Hiduminium R–R) ve slévárně firmy Walter. A na straně druhé byl zodpovědný i za využití poznatků z konstrukce a technologie těchto motorů do původních konstrukcí Walter. Jednalo se mj. o licence britských motorů Bristol Jupiter (Walter Jupiter), Pegasus (Walter Pegas) a Mercury (Walter Merkur), o licence francouzských motorů Gnome-Rhône 14K Mistral Major a 14M, o licence italských motorů Fiat (řadové vodou chlazené), které byly vyráběny v jinonické továrně pod označením W-V, W-VI, W-VII a W-VIII (od všech členů této rodiny existovaly i reduktorové varianty označené písmenem R), a konečně v době II. světové války za německé motory Argus As 10 a As 410. Za své činnosti v Jinonicích vytvořil celkem 12 vlastních typů motorů a podílel se na zavedení 8 různých licencí.
V roce 1941 absolvoval stáž v Berlíně u firmy Argus Motorenwerke A.G. společně s ing. Janem Šustou a ing. Bohuslavem Šimůnkem, která měla zabezpečit hladký náběh motorů Argus do výroby v Jinonicích. Továrna Walter byla za II. světové války přejmenována na Walter Automobil und Flugmotoren Fabrik A.G. Za II. světové války byl v roce 1943 na udání vyšetřován gestapem, že „zvedání ruky“ jen hraje. V roce 1944 byl Barvitius obviněn ze sabotáže a 10 týdnů strávil v Malé pevnosti v Terezíně.

V osobnosti šéfkonstruktéra ing. Barvitia měla Waltrovka člověka, jehož tvůrčí potenciál a kapacita postupně překonaly i obdivuhodné vlastnosti samotného zakladatele firmy Josefa Waltera. Svými schopnostmi a elánem na sebe strhl jak zodpovědnost za technický vývoj jak automobilního tak i leteckého oboru. Při pohledu na 20letou konstrukční dráhu ing. Barvitia je zřejmé, že mimo šťastnější typy motorů, které nalezly odbyt dobrý, byly i typy méně úspěšné až ztrátové. Mezi outsidery tak asi patří Walter Atom, podobný konkurenčnímu motoru Praga B, avšak jen s polovičním výkonem. Měly být vyrobeny pouze 2 motory tohoto typu. Svá významnější odbytiště si nenalezly ani tříválcové motory (Walter NZ-40 resp. NZ-45). Počty vyrobených motorů Walter NZ-40 resp. Walter NZ-45 oficiální statistiky neuvádějí, ale zřejmě se jednalo jen o jednotky kusů. Nástupce prvního pětiválcového motoru vlastní konstrukce Walter NZ-60, což byl typ Walter Regulus, se nedočkal výrobních úspěchů nejspíše proto, že jeho nominální a startovní výkon 185-230 k (136-170 kW) byl na jedné straně zbytečně vysoký pro sportovní letadla a na straně druhé příliš nízký pro letadla školní a dopravní. Celková produkce tohoto typu motoru zůstala na čísle 7. Naopak k nejúspěšnějším plodům jeho dlouholeté konstrukční práce bezesporu patří obě varianty sedmiválcového motoru Walter Castor I a II, devítiválce Walter NZ-120, Gemma, Bora a Pollux II (s tímto motorem se Gerhard Fieseler stal 1.akrobatickým mistrem světa 1934) a s invertním čtyřválcem Walter Mikron.

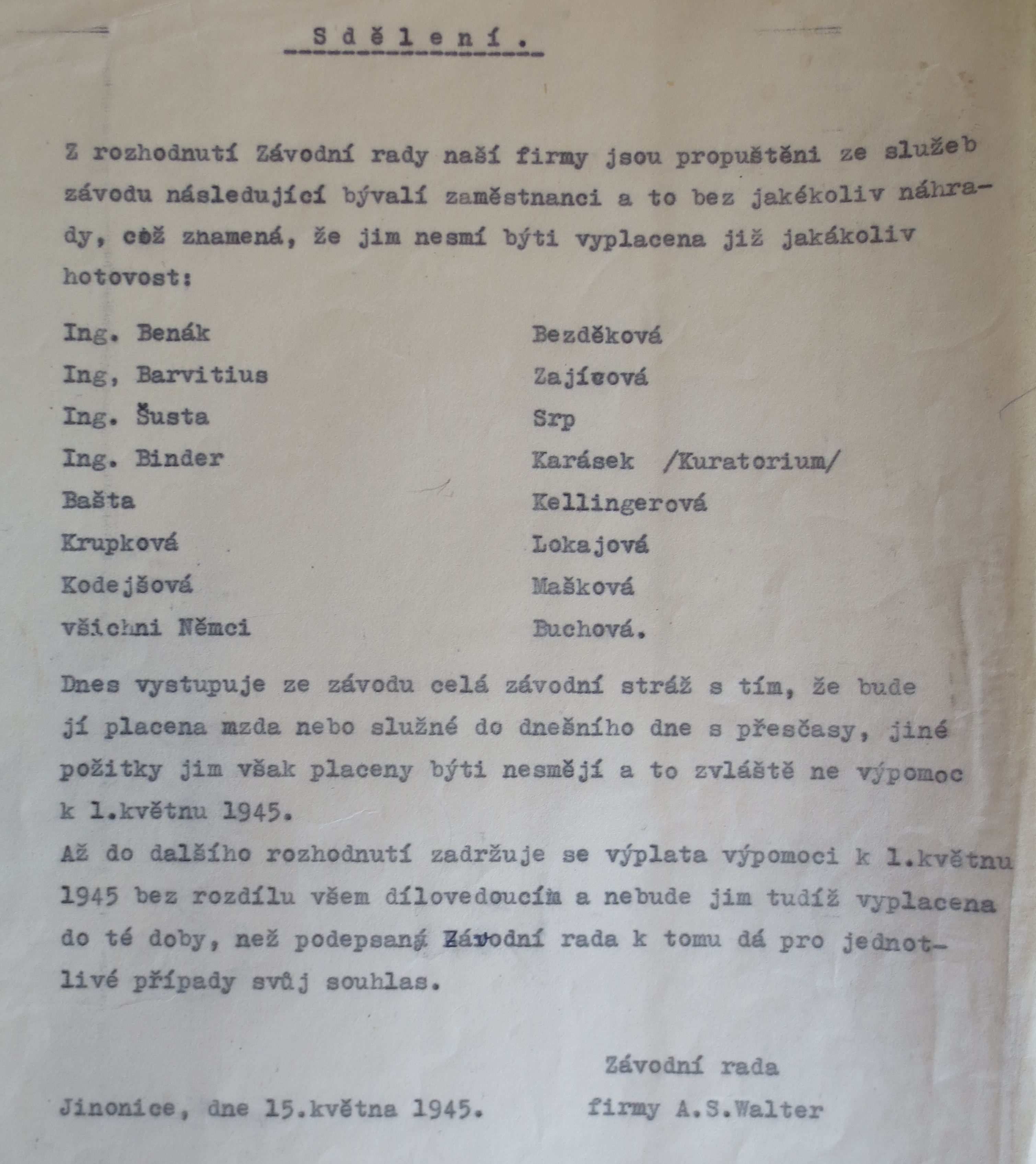
Sdělení Závodní rady A.S. Walter ze dne 15.5.1945

## Po II. světové válce
V bouřlivých květnových dnech 1945 čerstvě zaměstnanci zvolená Závodní rada firmy A.S. Walter rozhodla dne 15. května 1945 o propuštění některých zaměstnanců, mezi nimiž byli mj. technický ředitel a hlavní konstruktér ing. František Barvitius, komerční ředitel dílen (výrobní ředitel) ing. Otomar Benák a ředitel ing. Jan Šusta. Jak se uvádělo ve „Sdělení“ byli propuštěni bez jakékoliv náhrady a nesmí jim být vyplacena jakákoliv hotovost. Všichni tři byli propuštěni pro „nesociální“ činy. O 5 let dříve napsaly Národní listy, že „milý a všeobecně oblíbený ing. Barvitius je velkou nadějí leteckého průmyslu“. Ze dne na den byl tedy nezaměstnaný, ve věku 55 let. Následně bylo propuštění zmírněno tím, že mu byl vyplacen plat do konce června 1945. Výpověď však zůstala v platnosti. Později byla Závodní rada Walter odsouzena k zaplacení náhrady těm, které „pro kolaborantství ze závodu odstavila“. V roce 1945 byl částí zaměstnanců nespravedlivě obviněn z kolaborace, ale i když byl lidovým soudem obvinění zproštěn, vzdal se dobrovolně svého postavení a odešel pracovat k firmě Josef a Jan Frič jako konstruktér přístrojů. Zde podal několik patentových přihlášek, za něž mu po schválení byly uděleny československé patenty, a to jako zaměstnanec společnosti Josef a Jan Frič, továrna na stroje měřící a po jejím znárodnění jako zaměstnanec pobočného závodu Metry Blansko, n. p.

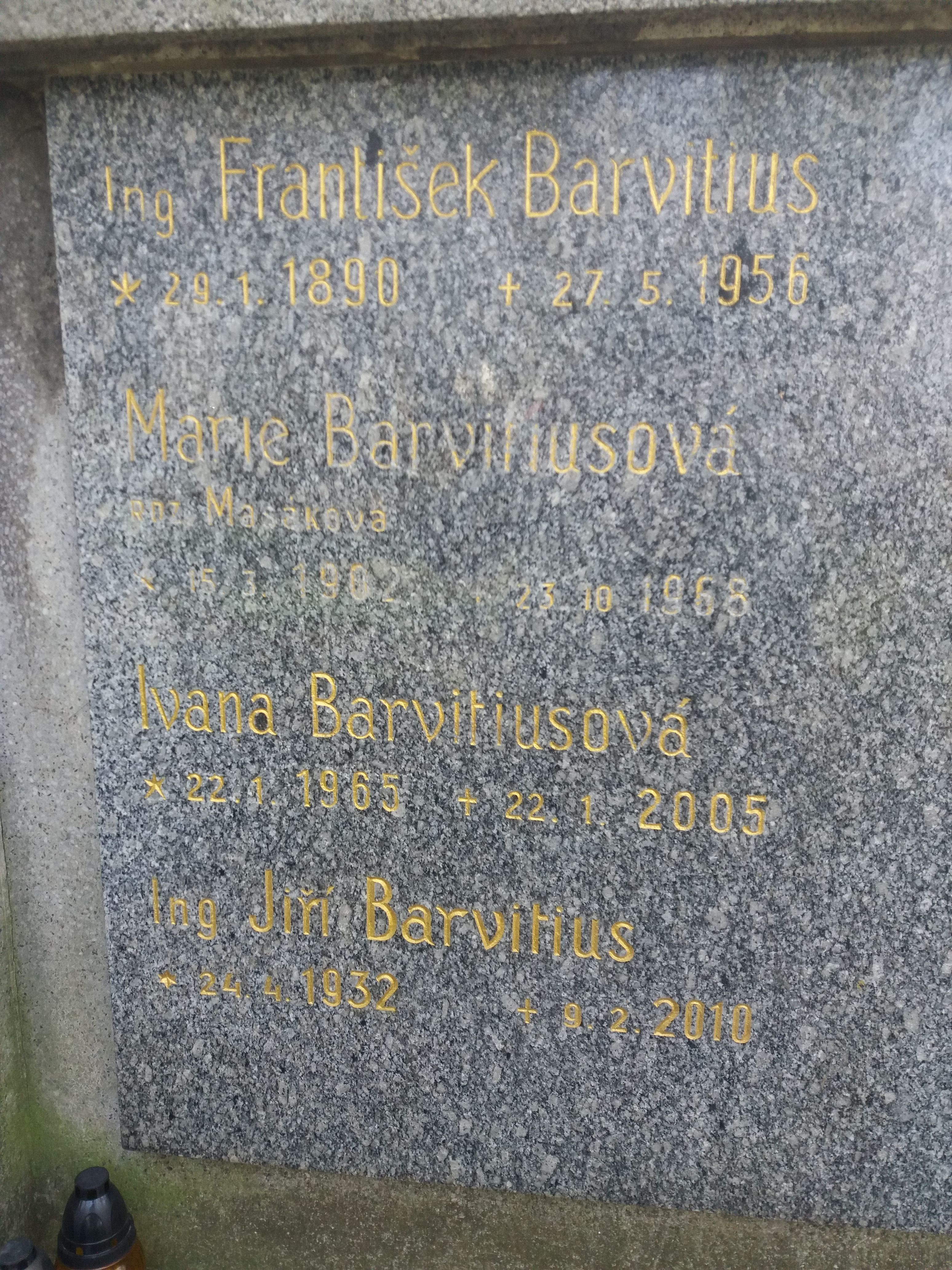
Barvitius - náhrobní deska na hřbitově v Praze - Košířích (Kotlářka)

V roce 1947 je reaktivován do armády. Byl převzat do československé branné moci s účinností od 1. ledna 1948 a byla mu ponechána hodnost štábního kapitána letectva.

## Československé patenty
Původce: Ing. František Adolf Barvitius
- Patent č. 4777 Tlumič pro letadlové motory (1921)
- Patent č. 77919 Způsob výroby plášťových hrotů z kovových trubek pro tyče všeho druhu (1949)
- Patent č. 81702 Způsob důlního návěštění a zařízení k jeho provádění (1952)
- Patent č. 81703 Registrační přístroj (1952)
- Patent č. 81704 Psací ústrojí pro zápis rychlých impulsů (1952)
- Patent č. 81705 Registrační přístroj (1952)

Původce: Ing. František Barvitius
- Patent č. 83038 Zapisovací ústrojí pro měřicí přístroje v trubkových pouzdrech (1954)
- Patent č. 84312 Zajišťovadlo spouštění těžných strojů (1955)

## Ocenění, vzpomínky a připomínky
- Čestný klubový odznak Aeroklubu Republiky Československé (1931)[37]
- V roce 1934 na Mezinárodní soutěži turistických letadel (Challenge International de Tourisme) v polské Varšavě byly úspěšné letouny Aero-200 a polský RWD 9 s motory Walter Bora. Aeroklub RČs. ocenil ing. F. A. Barvitia za konstrukci motoru Walter Bora křišťálovým pohárem, který mu byl na slavnostním zasedání za bouřlivého potlesku přítomných v prosinci 1934 předán.[38]
- Při výstavbě komplexu obytných a kancelářsko-administrativních budov rezidence Waltrovka byla po něm počátkem 2.dekády 21. století pojmenována jedna z ulic v areálu. Původně to byla část Jinonické ul., od roku 1942 se stala hlavní, vnitřní komunikací uvnitř továrny A.S. Walter. Barvitiova ulice, která při výstavbě rezidence Waltrovka téměř jako jediný "objekt" zůstala beze změny v původní dispozici, příznačně vede na Walterovo náměstí.

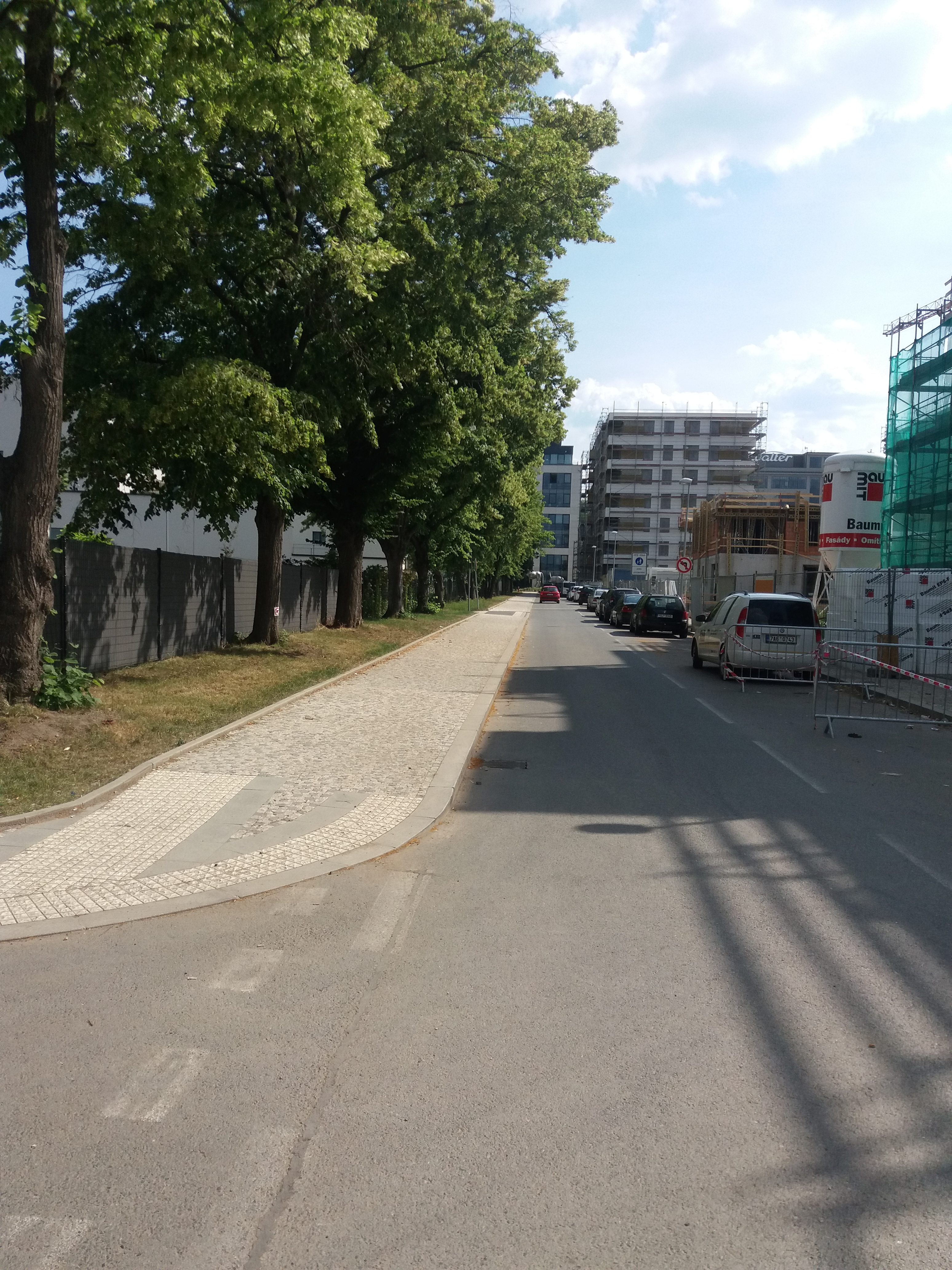
Barvitiova ulice v rezidenci Waltrovka (2018)

## Publikační činnost
- F.A.Barvitius - Letecké motory Isotta Fraschini (Letectví 1927, r. 7, č. 11, s. 270-271)
- F.A.Barvitius - Letecké motory A.B.C. (Letectví 1927, r. 7, č. 12, s. 297-300)
- F.A.Barvitius - Výroba leteckých motorů v Československu (Letectví 1928, r. 8, č. 8, s. 298-301)
- F.A.Barvitius - Jak si představujete letadlo budoucnosti? (příspěvek do ankety, Letectví č. 10/1931, s. 370-373)